# Limnephilus extractus
Limnephilus extractus là một loài Trichoptera trong họ Limnephilidae. Chúng phân bố ở miền Tân bắc.